# 66856 Stephenvoss
66856 Stephenvoss este o planetă minoră (asteroid), cu un diametru de 3,562 km, din centura de asteroizi. A fost descoperită pe 13 noiembrie 1999 la Mount John University Observatory⁠(d) de Ian Paul Griffin⁠(d). 
Obiectul prezintă o orbită caracterizată de o semiaxă mare de 2,6684751230634 UAi, o excentricitate de 0,018457419665011, o înclinație de 15,637311661867 ° în raport cu ecliptica.